# Tay-Sachs-Syndrom
Das Tay-Sachs-Syndrom (Engl. Tay Sachs disease [TSD] oder GM2-gangliosidosis) bzw. Morbus Tay Sachs ist eine angeborene Erkrankung aus der Gruppe der lysosomalen Speicherkrankheiten. Zum Abbau von GM2-Gangliosiden werden zwei Enzyme benötigt: Hexosaminidase A und B. Mutationen im HEXA-Gen, die zum Verlust der Enzymaktivität der Hexosaminidase A führen, sind verantwortlich für die klassische Tay Sachs-Erkrankung, während die Sandhoff-Krankheit durch Mutationen im HEXB-Gen, die zum Verlust der Enzymaktivität von Hexosaminidase A und B führen, verursacht wird. Beide zählen zu den seltenen Erkrankungen. Tay Sachs folgt einem autosomal-rezessiven Erbgang, d. h. die Eltern sind in der Regel jeweils Anlageträger, zeigen aber selbst keine Symptome. Das statistische Erkrankungsrisiko für jedes Kind solcher Paare beträgt 25 %.
Je nach dem Erkrankungsalter werden drei Varianten unterschieden: Infantil, Juvenil und Adult (late onset).
Die Erkrankung ist nach dem britischen Augenarzt Warren Tay und dem US-amerikanischen Neurologen Bernard Sachs benannt, welche die Krankheit erstmals in den Jahren 1881 bzw. 1898 dokumentierten.

## Epidemiologie
In den letzten Jahren haben Stammbaumanalysen und Populationsstudien gezeigt, wie solche Mutationen innerhalb kleiner Populationen entstehen. Da sich die ursprüngliche Forschung zufällig auf einige dieser Gruppen konzentrierte, nahm man an, dass die einzelnen Mutationen in diesen Gruppen entstanden sind und sich dann weiterverbreitet haben. Tatsächlich stellte sich heraus, dass
- bei aschkenasischen Juden Mutationen verbreitet waren, die überwiegend zur infantilen Form führten,
- bei den Cajuns im Süden von Louisiana offensichtlich ein einziges Paar, das im 18. Jahrhundert in Frankreich lebte, eine bestimmte Mutation verbreitete,
- bei den Französischen Kanadiern zwei Mutationen verbreitet waren, die nichts mit den vorgenannten Mutationen zu tun hatten.

Forscher wussten bis in die 1970er Jahre hinein nicht, wie häufig Polymorphismen vorkommen. Tay Sachs war eine der ersten genetischen Erkrankungen, bei der ein umfassendes genetisches Screening möglich war und dadurch die Prävalenz der zusammengesetzten Heterozygotie nachgewiesen werden konnte. Die Krankheit kann deshalb auch bei einer Vererbung zweier nicht verwandter Mutationen entstehen.

## Ätiologie – Ursachen
Das mutierte HEXA-Gen liegt auf dem Chromosom 15 (Genlokus 15q23-q24).
Bis zum Jahr 2000 wurden mehr als 100 verschiedene Mutationen im menschlichen HEXA-Gen identifiziert. Diese Mutationen basieren auf komplexen Mustern, z. B. Spleiß- oder Missense-Mutationen. Dabei wird stets das Proteinprodukt des Gens (das Enzym) verändert und unterschiedlich stark gehemmt oder vollkommen gestoppt. Bei der infantilen Form werden von beiden Elternteilen je eine Mutation vererbt, die den biologischen Abbau von Gangliosiden vollständig stoppen. Bei den später einsetzenden Verlaufsformen ist noch mindestens eine HEXA-Kopie vorhanden, die eine unterschiedlich starke Hexosaminidase-A-Aktivität ermöglicht.

## Diagnose
Bei klinischem Verdacht auf M. Tay Sachs oder M. Sandhoff liefert die Analyse der Enzymaktivitäten der Hexosaminidase A und B den entscheidenden Hinweis. Diese Bestimmung ist in Serum, Leukozyten und Fibroblastenkulturen sowie ggf. aus CVS-Material und Amnionzellkulturen möglich. Fehlende oder stark verminderte Aktivität der Hexosaminidase A bei normaler Aktivität der Hexosaminidase B deutet auf M. Tay Sachs hin. Beim Morbus Tay-Sachs kann das Gangliosid GM2, welches ein wichtiger Bestandteil der Plasmamembran von Nervenzellen im Zentralen Nervensystem (ZNS) ist, auf Grund eines Mangels an Hexosaminidase A nicht abgebaut werden.

## Symptomatik

### Infantil
Säuglinge mit Tay-Sachs-Krankheit scheinen sich in den ersten sechs Monaten nach der Geburt normal zu entwickeln. Dann, wenn sich Neuronen mit GM2-Gangliosiden aufblähen, beginnt eine unaufhaltsame Verschlechterung der geistigen und körperlichen Fähigkeiten. Das Kind kann blind, taub, schluckunfähig, verkümmert und gelähmt werden.
Symptome
- Kirschroter Fleck auf der Makula bei über 95 % der Patienten
- Zunehmende Muskelschwäche nach dem dritten Lebensmonat
- Schreckreaktionen auf Schallreize
- Psychomotorischer Abbau, Verlust des Sitz- und Stehvermögens
- Zunehmende Schwerhörigkeit, Blindheit, Paresen sowie Spasmen
- Puppenartiges Gesicht mit blasser durchscheinender Haut, langen Augenwimpern, feinem Haar und auffällig rosafarbener Gesichtsfarbe

Ergänzend hierzu
- In der späten Säuglingszeit zunehmendes Erbrechen sowie rezidivierende Pneumonien
- Nach dem 16. Lebensmonat progressive Makrozephalie infolge zerebraler Gliose. Zudem tritt die Lipidose kortikaler, autonomer und rektaler Mukosaneuronen mit balloniertem Zytoplasma und peripher abgedrängtem Zellkern auf. Fortschreitende Demyelinisierung sowie kortikale Gliose sind ein weiteres Merkmal. Hierbei sind keine pathologischen Veränderungen viszeraler Organe zu beobachten.
- Die Akkumulation führt zum Zelluntergang und Demyelinisierung, die sich durch Muskelschwäche und Sehverlust infolge einer Optikusatrophie äußern.

Prognose
Den betroffenen Kindern fehlt das Enzym β-N-Acetylhexosaminidase, das für die Entfernung von terminalen N-Acetylgalactosaminresten zuständig ist. Daher ist der Gangliosidgehalt in Gehirn und Retina des Kindes drastisch erhöht. Nach Aufblähung der befallenen Nervenzellen kommt es schließlich zu deren Untergang. Die Patienten versterben in der Regel bis zum dritten Lebensjahr aufgrund einer rezidivierenden Pneumonie.

### Juvenil
Die juvenile Tay-Sachs-Krankheit ist wesentlich seltener als die infantile Form von Tay-Sachs und wird normalerweise erst zwischen dem zweiten und zehnten Lebensjahr beobachtet. Die Betroffenen erleben eine Verschlechterung der kognitiven und motorischen Fähigkeiten, Dysarthria-clumsy-hand-Syndrom, Dysphagie, Ataxie und Spastizität.
Prognose
Auch bei dieser Variante ist die Prognose sehr schlecht. In der Regel versterben die Betroffenen je nach vorhandener Restaktivität des Enzyms nach dem 5. und vor dem 20. Lebensjahr.

### Adult (late onset)
Bei der seltenen Form dieser Krankheit, die als adulte Form oder Late-Onset bekannt ist, treten die unterschiedlichen Symptome erst in der Adoleszenz auf. Sie ist gekennzeichnet durch Gangstörungen und fortschreitende neurologische Verschlechterung. Bis in die 1980er Jahre, als die molekulare Genetik der Krankheit bekannt wurde, wurden die juvenilen und adulten Formen der Krankheit nicht immer als Varianten der Tay-Sachs-Krankheit erkannt und oft als eine andere neurologische Erkrankung wie die Friedreich-Ataxie fehldiagnostiziert.
Insbesondere wenn psychiatrische Erkrankungen mit Symptomen einer Psychose auftreten, werden die organischen Ursachen bis heute meist sehr spät oder überhaupt nicht erkannt und falsche, teilweise schädliche Neuroleptika verabreicht.
Anzeichen für eine spät einsetzende Erkrankung sind zunehmende Gangunsicherheit mit plötzlichen Stürzen ohne erkennbaren Grund, Muskelschwäche, Tremor, Spastik, Ataxie und Sprach- und Schluckbeschwerden. Mit Fortschreiten der Erkrankung werden in der Regel Hilfsmittel wie ein Rollator oder ein Rollstuhl benötigt.
Prognose
Im Gegensatz zu den anderen Formen verläuft die spät einsetzende Tay-Sachs-Erkrankung in der Regel nicht tödlich. Man geht heute von einer normalen, durchschnittlichen Lebenserwartung aus.

## Therapie
Alle Formen der Tay Sachs Erkrankungen sind nicht heilbar. Es können nur die einzelnen Symptome behandelt bzw. gelindert werden.
Es gibt jedoch verschiedene Studien mit der Zielsetzung, den Verlauf zu verlangsamen oder zu stoppen.

## Prävention
In besonders betroffenen Bevölkerungsgruppen werden zur Erfassung heterozygoter Anlageträger entsprechende Beobachtungsprogramme durchgeführt, so durch die Organisation Dor Yeshorim. Diese können dazu dienen, die Trägerschaft der Eltern sowie das Risiko des Auftretens in der nächsten Generation zu bestimmen.
Um die Krankheit zu vermeiden, ist von einer Schwangerschaft abzuraten, falls beide Eltern als Träger bekannt sind. Familien, in denen die Krankheit bereits aufgetreten ist, nutzen die Möglichkeit einer genetischen Beratung im Vorfeld einer Schwangerschaft bzw. die pränatale Diagnostik (PND). Die Chorionzottenbiopsie kann zur Gewinnung von Biopsiematerial ab der zehnten Gestationswoche eingesetzt werden, auch die Amniozentese.
Im Zuge der In-vitro-Fertilisation (IVF) kann eine Präimplantationsdiagnostik (PID) Aufschluss über das Risiko geben, wie bei anderen genetischen Dispositionen. Hier sind rechtliche Beschränkungen zu beachten, außerdem ist die Prozedur aufwändig und daher kostenintensiv.